# Эллис, Тодд
Тодд Эллис (англ. Todd Ellis; род. 9 августа 1994, Саут Келси, Великобритания) — британский мотогонщик, 2-кратный чемпион мира по шоссейно-кольцевым гонкам в классе мотоциклов с колясками (2022, 2023), 2-кратный чемпион Великобритании (2019, 2022).

## Спортивная карьера
Тодд Эллис родился в деревне Саут Келси в Линкольншире (Великобритания). Его отчим, Гэри Брайан, также выступал в гонках на мотоциклах с колясками, причём в ряде британских гонок они выступали одновременно.
До 2017 года Эллис выступал в локальных британских соревнованиях на обычных мотоциклах (без коляски) в классе 600 cc Superstock. 16 июня 2017 года он впервые стартовал в Чемпионате Великобритании на мотоцикле с коляской LCR Yamaha с опытным пассажиром Чазом Ричардсоном. На первом же этапе в Нокхилле пара выиграла два из трёх заездов. В следующем раунде в Снеттертоне Эллис и Ричардсон заняли два вторых местах.
В 2018 году Эллис и Ричардсон выступали на GBM Honda CBR600 LCR и заняли в Чемпионате Великобритании 2-е место, уступив лишь дуэту Стива Кершоу и Стюарта Кларка, выступавшими на 1000-кубовом мотоцикле.
В 2019 году Эллис и Ричардсон, наконец, выиграли Чемпионат Великобритании, опередив Кершоу и Кларка на 30 очков.
Предполагалось, что в 2020 году Эллис дебютирует в Чемпионате мира, но Чемпионат мира был отменен из-за пандемии COVID-19. Взамен немецкая и британская мотогоночные профсоюзы организовали однократную международную серию International Sidecar SuperPrix 2020 для мотоциклов с рабочим объемом до 600 см³, которая, тем не менее, не стала официальной заменой Чемпионата и не была признана FIM. Эллис и Ричардсон выиграли International Sidecar SuperPrix 2020 с перевесом в одно очко над дуэтом Ривз/Руссо.
В 2021 году Эллис начал сотрудничать с новым пассажиром, француженской Эммануэль Клеман. Они дебютировали в Чемпионате мира и с первой же попытки стали вице-чемпионами, уступив титул Маркусу Шлоссеру и Марселю Фризу.
2022 год стал годом абсолютного триумфа Эллиса и Клеман. Он выступали параллельно в Чемпионате Великобритании и Чемпионате мира — и выиграли оба при том, что вынуждены были пропускать некоторые этапы Чемпионата Великобритании из-за совпадения их по времени с этапами ЧМ. Эммануэль Клеман стала второй после Кирси Кайнулайнен женщиной, выигравшей титул в Чемпионате мира по шоссейно-кольцевым гонкам на мотоциклах с колясками.
В 2023 году Эллис и Клеман повторили свой успех.

## Результаты выступлений в Чемпионате мира по шоссейно-кольцевым гонкам на мотоциклах с колясками
| Легенда к таблице |                                                 |
| --- | ----------------------------------------------- |
| В таблице перечислены результаты всех этапов чемпионата мира, в которых принимал участие гонщик либо пассажир. Строками таблицы являются сезоны, столбцами все гонки этапов чемпионата мира, напарник и мотоцикл. В клетках указаны сокращённое название этапа и результат, клетка дополнительно обозначена цветом. Расшифровка обозначений и цветов представлена в нижеследующей таблице. |                                                 |
| \| Пример \| Описание \| \| ------------ \| ----------------------------------------------- \| \| 1 \| Победитель \| \| 2 \| Второе место \| \| 3 \| Третье место \| \| \| Финишировал в очковой зоне \| \| \| Финишировал вне очковой зоны \| \| НКЛ \| Не классифицирован \| \| Сход \| Не финишировал \| \| НКВ \| Не прошёл квалификацию \| \| НПКВ \| Не прошёл предварительную квалификацию \| \| ДСК \| Дисквалифицирован \| \| ИСК \| Исключён из протокола соревнований \| \| НС \| Не стартовал в гонке \| \| Т \| Травмирован или болен \| \| ОТК \| Отказ от участия \| \| НТР \| Прибыл на соревнования, но на трассу не выезжал \| \| НПР \| Не прибыл к началу соревнований \| \| НД \| Недопущен до старта \| \| О \| Гонка отменена \| \| НУ \| Не участвовал \| \| Поул-позиция \| \| \| Быстрый круг \| \| |                                                 |
| Пример | Описание                                        |
| 1 | Победитель                                      |
| 2 | Второе место                                    |
| 3 | Третье место                                    |
| | Финишировал в очковой зоне                      |
| | Финишировал вне очковой зоны                    |
| НКЛ | Не классифицирован                              |
| Сход | Не финишировал                                  |
| НКВ | Не прошёл квалификацию                          |
| НПКВ | Не прошёл предварительную квалификацию          |
| ДСК | Дисквалифицирован                               |
| ИСК | Исключён из протокола соревнований              |
| НС | Не стартовал в гонке                            |
| Т | Травмирован или болен                           |
| ОТК | Отказ от участия                                |
| НТР | Прибыл на соревнования, но на трассу не выезжал |
| НПР | Не прибыл к началу соревнований                 |
| НД | Недопущен до старта                             |
| О | Гонка отменена                                  |
| НУ | Не участвовал                                   |
| Поул-позиция |                                                 |
| Быстрый круг |                                                 |

| Год  | Пассажир         | Мотоцикл   | 1      | 2      | 3      | 4      | 5      | 6      | 7         | 8      | 9      | 10        | 11     | 12     | 13     | 14     | 15     | 16     | Место | Очки |
| ---- | ---------------- | ---------- | ------ | ------ | ------ | ------ | ------ | ------ | --------- | ------ | ------ | --------- | ------ | ------ | ------ | ------ | ------ | ------ | ----- | ---- |
| 2021 | Эммануэль Клеман | LCR-Yamaha | FRA1 3 | FRA2 2 | HUN1 3 | HUN2 2 | GBR1 1 | GBR2 3 | NED1 Сход | NED2 2 | CRO1 2 | CRO2 3    | OSC1 2 | OSC2 3 | POR1 3 | POR2 5 | POR3 4 |        | 2     | 269  |
| 2022 | Эммануэль Клеман | LCR-Yamaha | FRA1 1 | FRA2 2 | NED1 2 | NED2 1 | BEL1 1 | BEL2 1 | HUN1 1    | HUN2 2 | CRO1 1 | CRO2 Сход | GBR1 1 | GBR2 2 | GER1 1 | GER2 1 | POR1 2 | POR2 3 | 1     | 377  |
| 2023 | Эммануэль Клеман | LCR-Yamaha | GER1 3 | GER2 4 | BEL1 1 | BEL2 2 | CZE1 4 | CZE2 1 | AUT1 5    | AUT2 1 | NED1 1 | NED2 1    | OSC1 2 | OSC2 2 | POR1 3 | POR2 3 |        |        | 1     | 270  |
| 2024 | Эммануэль Клеман | LCR-Yamaha | FRA1 3 | FRA2 2 | GER1 8 | GER2 2 | CZE1 4 | CZE2 4 | NED1 6    | NED2 5 | OSC1 7 | OSC2 4    | POR1   | POR2   |        |        |        |        | 5     | 133  |

## Результаты выступлений на гонке Isle of Man TT[12]
| Год  | Класс   | Заезд  | Мотоцикл   | Пассажир         | Позиция в классе |
| ---- | ------- | ------ | ---------- | ---------------- | ---------------- |
| 2024 | Sidecar | Race 1 | LCR-Yamaha | Эммануэль Клеман | 7                |